# 长仁遗址
长仁遗址，位于中国吉林省和龙市头道镇长仁村，为一个省级文物保护单位，类型为古遗址，公布时间为2007年5月31日。该文物保护单位由和龙市文物管理所管理。
长仁遗址的历史年代为辽金。